# Ginger Helgeson
Ginger Helgeson (née le 14 septembre 1968) est une joueuse de tennis américaine, professionnelle du milieu des années 1980 à 1998. Elle est aussi connue sous son nom de femme mariée, Ginger Helgeson-Nielsen.
Pendant sa carrière, elle a gagné un titre en simple sur le circuit WTA.

## Palmarès

### Titre en simple dames
| No | Date       | Nom et lieu du tournoi  | Catégorie | Dotation  | Surface    | Finaliste          | Score    |          |
| -- | ---------- | ----------------------- | --------- | --------- | ---------- | ------------------ | -------- | -------- |
| 1  | 31-01-1994 | Amway Classic, Auckland | Tier IV   | 100 000 $ | Dur (ext.) | Inés Gorrochategui | 7-6, 6-3 | Parcours |

### Finale en simple dames
| No | Date       | Nom et lieu du tournoi  | Catégorie | Dotation  | Surface    | Vainqueure     | Score         |          |
| -- | ---------- | ----------------------- | --------- | --------- | ---------- | -------------- | ------------- | -------- |
| 1  | 30-01-1995 | Amway Classic, Auckland | Tier IV   | 107 500 $ | Dur (ext.) | Nicole Bradtke | 3-6, 6-2, 6-1 | Parcours |

### Titre en double dames
Aucun

### Finales en double dames
| No | Date       | Nom et lieu du tournoi             | Catégorie | Dotation  | Surface    | Vainqueures                     | Partenaire       | Score         |          |
| -- | ---------- | ---------------------------------- | --------- | --------- | ---------- | ------------------------------- | ---------------- | ------------- | -------- |
| 1  | 24-08-1992 | OTB International Open Schenectady | Tier V    | 100 000 $ | Dur (ext.) | Alexia Dechaume Florencia Labat | Shannan McCarthy | 6-3, 1-6, 6-2 | Parcours |
| 2  | 01-08-1994 | Toshiba Classic San Diego          | Tier II   | 400 000 $ | Dur (ext.) | Jana Novotná Arantxa Sánchez    | Rachel McQuillan | 6-3, 6-3      | Parcours |

## Parcours en Grand Chelem

### En simple dames
| Année | Open d'Australie | Open d'Australie | Internationaux de France | Internationaux de France | Wimbledon       | Wimbledon         | US Open         | US Open           |
| ----- | ---------------- | ---------------- | ------------------------ | ------------------------ | --------------- | ----------------- | --------------- | ----------------- |
| 1991  | 1er tour (1/64)  | Natasha Zvereva  | 1er tour (1/64)          | Karine Quentrec          | 1er tour (1/64) | Carrie Cunningham | 1er tour (1/64) | Donna Faber       |
| 1992  | 1er tour (1/64)  | Manuela Maleeva  | 2e tour (1/32)           | Nathalie Tauziat         | 2e tour (1/32)  | Laura Arraya      | 2e tour (1/32)  | Andrea Strnadová  |
| 1993  | 3e tour (1/16)   | Manuela Maleeva  | 2e tour (1/32)           | Conchita Martínez        | 1er tour (1/64) | Conchita Martínez | 3e tour (1/16)  | Gabriela Sabatini |
| 1994  | 4e tour (1/8)    | Kimiko Date      | 2e tour (1/32)           | Conchita Martínez        | 3e tour (1/16)  | Amanda Coetzer    | 4e tour (1/8)   | Gigi Fernández    |
| 1995  | 1er tour (1/64)  | Yayuk Basuki     | -                        | -                        | -               | -                 | -               | -                 |
| 1997  | 1er tour (1/64)  | Alexandra Fusai  | -                        | -                        | 2e tour (1/32)  | Magdalena Maleeva | -               | -                 |
| 1998  | 2e tour (1/32)   | Rika Hiraki      | 1er tour (1/64)          | Sonya Jeyaseelan         | 1er tour (1/64) | Chanda Rubin      | -               | -                 |

À droite du résultat, l’ultime adversaire.

### En double dames
| Année | Open d'Australie             | Open d'Australie          | Internationaux de France      | Internationaux de France   | Wimbledon                     | Wimbledon                  | US Open                      | US Open                     |
| ----- | ---------------------------- | ------------------------- | ----------------------------- | -------------------------- | ----------------------------- | -------------------------- | ---------------------------- | --------------------------- |
| 1991  | -                            | -                         | 3e tour (1/8) W. Probst       | A. Sánchez Helena Suková   | 1er tour (1/32) K. Godridge   | N. Tauziat J. Wiesner      | 1er tour (1/32) Rene Simpson | T. Whitlinger T. Whitlinger |
| 1992  | 2e tour (1/16) T. Whitlinger | L. Neiland Jana Novotná   | 1er tour (1/32) Debbie Graham | A. Coetzer Gorrochategui   | 1er tour (1/32) Debbie Graham | K. Maleeva B. Rittner      | 1er tour (1/32) S. McCarthy  | E. Smylie Robin White       |
| 1993  | 2e tour (1/16) J. Emmons     | L. Neiland Jana Novotná   | 2e tour (1/16) J. Emmons      | M. Maleeva                 | 1er tour (1/32) M. Werdel     | M. Jaggard K. Radford      | 2e tour (1/16) Jo Durie      | A. Coetzer Gorrochategui    |
| 1994  | 1er tour (1/32) S. McCarthy  | A. Coetzer Gorrochategui  | 1/4 de finale Silvia Farina   | G. Fernández N. Zvereva    | 2e tour (1/16) Silvia Farina  | L. Davenport Lisa Raymond  | 3e tour (1/8) Silvia Farina  | N. Bradtke Elna Reinach     |
| 1995  | 1er tour (1/32) R. McQuillan | Olga Lugina E. Pampoulova | -                             | -                          | -                             | -                          | -                            | -                           |
| 1997  | 2e tour (1/16) Els Callens   | L. Neiland Helena Suková  | 3e tour (1/8) Els Callens     | MJ Fernández Lisa Raymond  | 1/4 de finale Els Callens     | L. Neiland Helena Suková   | 1er tour (1/32) Els Callens  | L. Neiland Helena Suková    |
| 1998  | 1er tour (1/32) Tina Križan  | M. Bollegraf A. Sánchez   | 1er tour (1/32) Els Callens   | Silvia Farina K. Habšudová | 3e tour (1/8) Rita Grande     | Lisa Raymond Rennae Stubbs | 1er tour (1/32) Rika Hiraki  | C. Singer H. Vildová        |

Sous le résultat, la partenaire ; à droite, l’ultime équipe adverse.

### En double mixte
| Année | Open d'Australie           | Open d'Australie           | Internationaux de France     | Internationaux de France | Wimbledon                     | Wimbledon                  | US Open                    | US Open                   |
| ----- | -------------------------- | -------------------------- | ---------------------------- | ------------------------ | ----------------------------- | -------------------------- | -------------------------- | ------------------------- |
| 1991  | -                          | -                          | 2e tour (1/16) G. Michibata  | M. McGrath T. Woodbridge | -                             | -                          | -                          | -                         |
| 1992  | 2e tour (1/8) P. Galbraith | R. McQuillan D. Macpherson | -                            | -                        | 1er tour (1/32) T. Kronemann  | R. Fairbank Kent Kinnear   | 1/4 de finale T. Kronemann | Hetherington G. Michibata |
| 1993  | -                          | -                          | 1er tour (1/32) T. Kronemann | M. McGrath P. McEnroe    | -                             | -                          | -                          | -                         |
| 1995  | 1er tour (1/16) Neil Broad | MJ Fernández Sandon Stolle | -                            | -                        | -                             | -                          | -                          | -                         |
| 1997  | -                          | -                          | 1er tour (1/32) Jack Waite   | L. Montalvo Lucas Arnold | 2e tour (1/16) Mark Keil      | Yayuk Basuki Tom Nijssen   | -                          | -                         |
| 1998  | 1er tour (1/16) F. Montana | Likhovtseva Max Mirnyi     | 3e tour (1/8) Jim Grabb      | S. Williams Luis Lobo    | 1er tour (1/32) David Wheaton | L. Davenport Brian MacPhie | -                          | -                         |

Sous le résultat, le partenaire ; à droite, l’ultime équipe adverse.

## Classements WTA en fin de saison

### En simple
| Année | 1987 | 1988 | 1989 | 1990 | 1991 | 1992 | 1993 | 1994 | 1995 | 1996 | 1997 | 1998 |
| Rang  | 543  | 328  | 239  | 241  | 58   | 71   | 53   | 30   | 110  | 792  | 162  | 149  |

Source : (en) « Classements de Ginger Helgeson », sur le site officiel du WTA Tour

### En double
| Année | 1988 | 1989 | 1990 | 1991 | 1992 | 1993 | 1994 | 1995 | 1996 | 1997 | 1998 |
| Rang  | 328  | -    | 257  | 108  | 86   | 75   | 39   | 235  | 466  | 58   | 107  |

Source : (en) « Classements de Ginger Helgeson », sur le site officiel du WTA Tour